# 1.22.03.Acoustic
1.22.03.Acoustic è il primo EP del gruppo musicale statunitense Maroon 5, pubblicato il 22 giugno 2004 dalla Octone Records.

## Descrizione
Contiene le versioni acustiche di alcune delle canzoni del loro primo album Songs About Jane e due cover: If I Fell dei Beatles e Highway to Hell degli AC/DC.

## Tracce
1. This Love – 4:15 (Adam Levine, Jesse Carmichael)
2. Sunday Morning – 4:14 (Adam Levine, Jesse Charmichael)
3. She Will Be Loved – 4:36 (Adam Levine, James Valentine)
4. Harder to Breathe – 3:09 (Adam Levine, Jesse Charmichael)
5. The Sun – 5:18 (Adam Levine)
6. If I Fell – 3:23 (John Lennon, Paul McCartney)
7. Highway to Hell (Bonus Track) (Live from Hamburg, Germany) – 4:30 (Bon Scott, Angus Young, Malcolm Young)

## Formazione
- Adam Levine – voce principale, chitarra
- Jesse Carmichael – pianoforte, chitarra, voce
- James Valentine – chitarra
- Mickey Madden – basso
- Ryan Dusick – percussioni, voce